# Anja Fichtel-Mauritz
Anja Fichtel-Mauritz (Tauberbischofsheim, 17 agosto 1968) è un'ex schermitrice tedesca, specializzata nel fioretto. Ha vinto due medaglie d'oro, una d'argento ed una di bronzo nella scherma ai Giochi olimpici e ha vinto anche una Coppa del Mondo di scherma.
È la moglie di Merten Mauritz.